# فريتس شيفر
فريتس شيفر (بالألمانية: Fritz Schäffer) (12 مايو 1888 في ميونخ - 29 مارس 1967 في بيرتشسغادن) كان سياسي ألماني ينتمي إلى حزب الشعب البافاري وبعدها لحزب الاتحاد الاجتماعي المسيحي. شغل منصب وزير المالية في ولاية بافاريا من عام 1931 حتى 1933، عندما تسلم النازيون السلطة في برلين. وفي عام 1945 أصبح أول من يشغل منصب رئيس وزراء ولاية بافاريا بعد الحرب العالمية الثانية. ومن 1949 إلى 1957 كان وزير الوزير الاتحادي للمالية، ومن 1957 إلى 1961 الوزير الاتحادي للعدل.

## روابط خارجية
- فريتس شيفر على موقع مونزينجر (الألمانية)